# Exocentrus werneri
Exocentrus werneri är en skalbaggsart som beskrevs av Teocchi och Henri L. Sudre 2002. Exocentrus werneri ingår i släktet Exocentrus och familjen långhorningar.
Artens utbredningsområde är Kenya. Inga underarter finns listade i Catalogue of Life.